# Christoph Amberger
Christoph Amberger (1505 v Augsburgu – 1562) byl německý renesanční portrétista, který v polovině 16. století působil v Norimberku. Byl hlavním představitelem augsburské školy a stal se jedním z nejlepších portrétistů německé renesance. Své vzdělání získal Amberger u malíře Leonharda Becka. Ambergerovu tvorbu ovlivňoval Hans Holbein mladší a jeho portrétní obrazy, inspirován byl i koloritem a dekorativním stylem benátského malířství. Ve svých obrazech kladl velký důraz na zachycení rysů charakteristických pro portrétovanou osobu. Jeho dílo se vyznačuje manýristickou strohostí a odtažitostí. Kromě portrétů Amberger v pozdním období tvoří také oltářní obrazy podle italských vzorů. K jeho nejznámějším dílům patří:
- Císař Karel V. – rok 1532, Gemäldegalerie, SMPK, Berlín
- Christoph Baumgartner, 1543, Kunsthistorisches Museum, Vídeň
- Panna Marie s dítětem a svatými Ulrichem a Afrou, 1554, dóm, Augsburg
- Christoph Fugger, 1541, Alte Pinakothek, Mnichov

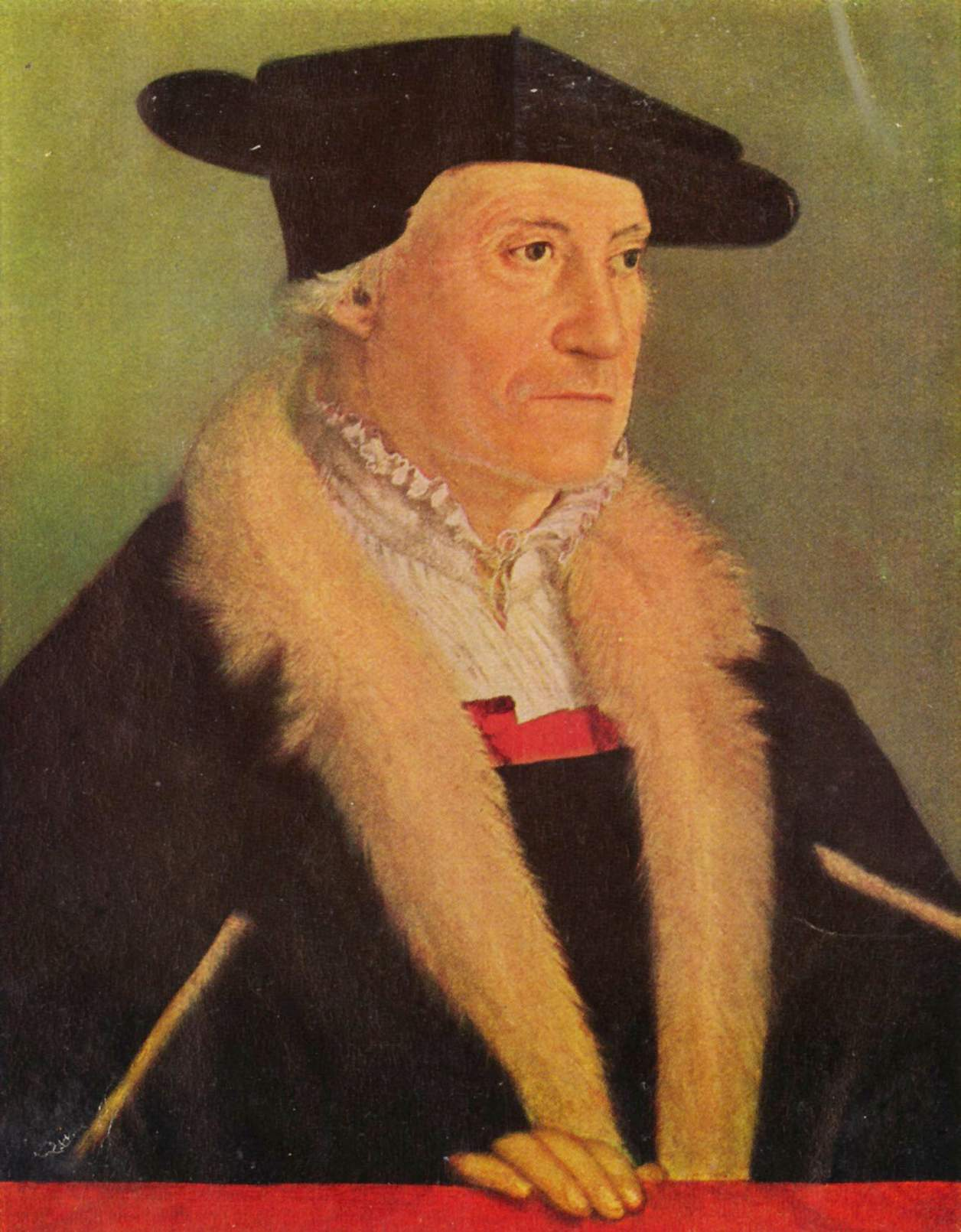

- Kosmograf Sebastian Münster, 1552, Gemäldegalerie, SMPK, Berlín

Kosmograf Sebastian Münster, olej na dřevě, rozměry 54 × 42 cm. Jedná se o portrét významného německého učence a pozdějšího rektora basilejské university krátce před jeho smrtí (1488–1552). Ke zdůraznění trojrozměrnosti zde malíř používá stínování. Frontálním osvětlením Amberger zdůraznil chrakteristický výraz přemýšlivého člověka. Zářivý kolorit a použití frontálního osvětlení portrétovaného objektu jsou typickým rysem Ambergerova pozdního stylu.

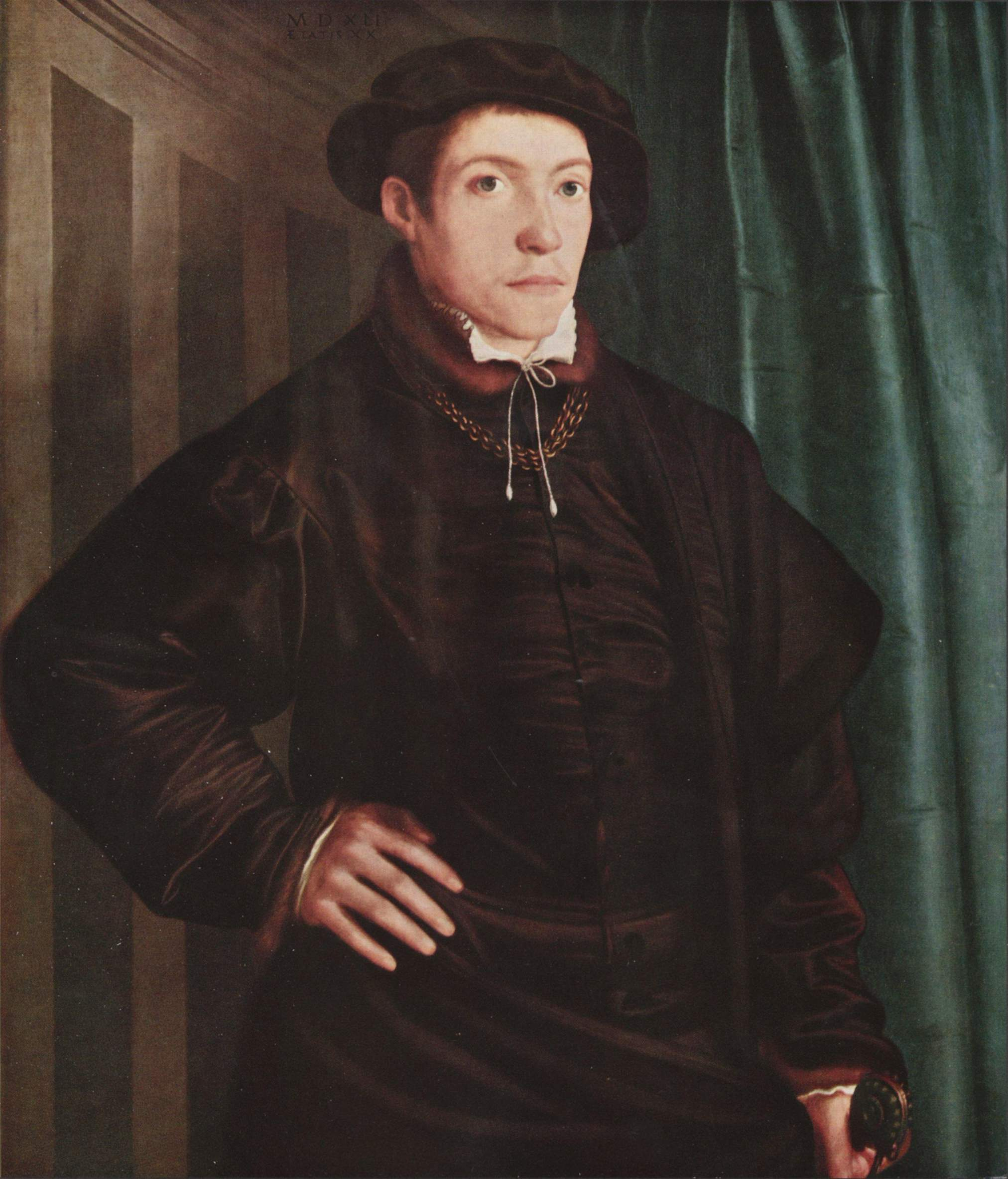

Christoph Fugger, olej na dřevě, rozměry 97,5 × 80 cm. Podobizna dvacetiletého syna mocného augsburského obchodníka Raymonda Fuggera (1489–1535). Mladík je zachycen v elegantní a sebevědomé póze. Postava je obklopena velkým prostorem, motiv architektury v pozadí a dvorský postoj mladíka zdůrazňuje postavení a vliv rodiny Fuggerů. Amberger zde navazuje na italské umění a spojuje jej s tradiční německou strohostí měšťanského portrétu.